# پدر (فیلم ۲۰۰۲)
پدر (به هندی: Pitaah) فیلمی محصول سال ۲۰۰۲ و به کارگردانی ماهش مانجرکار است. در این فیلم بازیگرانی همچون سانجی دات، جکی شروف، انوپاما ورما، مینک برار، ناندیتا داس، آنجان سیرواستاو ایفای نقش کرده‌اند.